# Maison Tessier
La maison Tessier, ou maison Dumesgnil, est une maison remarquable de l'île de La Réunion, département et région d'outre-mer français dans le sud-ouest de l'océan Indien. Située dans le centre-ville de Saint-Denis au numéro 44 de la rue Jean-Chatel, elle est inscrite à l'inventaire supplémentaire des Monuments historiques depuis le 29 mars 1996,.